# カール・メレス
カール・メレス（Carl Melles, 1926年7月15日 - 2004年4月25日）は、ハンガリー出身のオーケストラの指揮者。ハンガリー名はメレス・カーロイ（Melles Károly）。

## 人物・来歴
ハンガリーの首都ブダペストの生まれ。
20歳の時にフランツ・リスト音楽院に入学して指揮法を学んだ。1949年には卒業し、ハンガリー国立交響楽団をはじめとするハンガリーのオーケストラと共演を重ねた。また、母校の講師になったが、1957年にオーストリアに亡命し、1966年に市民権を獲得している。
ウィーン・フィルハーモニー管弦楽団やベルリン・フィルハーモニー管弦楽団などにも客演し、ザルツブルク音楽祭やバイロイト音楽祭などにも出演していた。
1996年に病を得て引退、ウィーンに居住。
娘スンニーは舞台女優である。
ウィーンにて没。ウィーンのヒィーツィンガー墓地に埋葬されている。